# Metsätalo
L'edifici Metsätalo, també conegut com La Casa del Bosc, és un edifici situat a Hèlsinki, Finlàndia, entre els carrers Unioninkatu i Fabianinkatu, al costat nord del parc Varsapuistikko. L'edifici va ser dissenyat per Jussi Paatela i es va acabar de construir el 1939. Forma part d'un conjunt neoclàssic projectat per C.L. Engelin i està configurat per tres ales de sis plantes que envolten un pati.
Originàriament, l'edifici albergava l'Institut Finlandès d'Investigació Forestal a la seva ala sud i les instal·lacions d'ensenyament i recerca del Departament de Ciències Forestals de la Universitat de Hèlsinki a la resta de l'edifici. A principis dels anys 2000, l'edifici va ser renovat per ser utilitzat per la Facultat d'Humanitats de la universitat, amb la qual cosa l'Institut Finlandès d'Investigació Forestal es va reconvertir en oficines i instal·lacions docents. Actualment, l'edifici és utilitzat com a espai docent i de recerca per la Facultat d'Humanitats de la Universitat de Hèlsinki. L'edifici està protegit en el pla d'urbanisme.
L'arquitectura exterior de l'edifici és moderna, amb parets blanques i detalls senzills, però amb característiques classicistes com la disposició simètrica de la façana i les finestres altes amb marcs sortints. A l'interior, el tema del bosc és evident en el disseny, amb l'ús d'espècies d'arbres autòctons en els mobles, baranes d'escales, panells de paret, accessoris i portes. El mobiliari original va ser dissenyat específicament per a l'edifici i inclou detalls com un paviment de cautxú que imita la pedra natural i una gamma de colors creada per Arttu Brummer amb tons de blau, verd apagat, groc pàlid i marró.
Després de la finalització de l'edifici, es van plantar un gran nombre d'espècies arbòries i altres plantes al pati. Tot i que l'ús de l'edifici ha canviat, l'arquitectura original encara és evident tant a l'exterior com a l'interior. L'edifici Metsätalo és una representació única de la transició estilística entre el classicisme i el funcionalisme, amb la decoració de l'edifici que inclou diferents tipus de fusta, incloses espècies d'arbres inusuals.